# (18009) Patrickgeer
(18009) Patrickgeer (1999 JP100) – planetoida z pasa głównego asteroid okrążająca Słońce w ciągu 4,73 lat w średniej odległości 2,82 j.a. Odkryta 12 maja 1999 roku.